# 南京市第九中学
南京市第九中学最初创办于1925年，为教会小学，校址位于碑亭巷（现玄武区碑亭巷51号）。1929年以“震旦大学法文补习班”名义办学，1933年改名“私立震旦初级中学”，1939年改名南京利济中学，1945年后改为震旦中学并增设“震旦中学女子部”，地址在石鼓路天主教堂（莫愁路355号），1946年11月22日，南京震旦中学为避免与扬州震旦中学校名重复，改为南京私立弘光中学，并增设高中部。1951年改为南京市第九中学。文革前便为江苏省16所重点中学之一。1959年学校被评为“全国文教社会主义建设先进单位”。1998年学校通过国家级示范高中验收，由省重点中学升为国家级重点中学。自1990年以来，学校曾获得江苏省模范中学、江苏省德育先进学校、江苏省文明单位等多项荣誉称号。2002年合并成为东南大学附属中学。2004年学校与原南京理工大附中合并，原校址演变为南京市第九中学震旦校区，位于玄武区中山门外小卫街。2007年爆发学生运动，移校至震旦校区计划延迟。现在高一高二年级在本校区就读，高三年级在震旦校区就读。
除正常高中文理班之外，学校还有文艺特色班，以及全国闻名的高中篮球队。
入选过中国国家队的唐正东、易立等人都曾为九中效力。